# Austin A40 Somerset
Austin A40 Somerset – kompaktowy samochód osobowy produkowany przez brytyjską firmę Austin Motor Company w latach 1952−1954. Dostępny jako 2-drzwiowy kabriolet lub 4-drzwiowy sedan. Do napędu użyto silnika R4 o pojemności 1,2 litra. Moc przenoszona była na oś tylną poprzez 4-biegową manualną skrzynię biegów. Wyprodukowano 173306 egzemplarzy.

## Dane techniczne

### Silnik
- R4 1,2 l (1200 cm³), 2 zawory na cylinder, OHV
- Układ zasilania: jeden gaźnik
- Średnica cylindra × skok tłoka: 65,50 mm × 89,00 mm
- Stopień sprężania: 7,2:1
- Moc maksymalna: 43 KM (31 kW) przy 4500 obr./min
- Maksymalny moment obrotowy: 79 N•m przy 2400 obr./min

### Osiągi
- Przyspieszenie 0-100 km/h: 28,6 s[2]
- Prędkość maksymalna: 119 km/h[2]
- Średnie zużycie paliwa: 9,4 l / 100 km[2]